# Freddy Will
Pour les articles homonymes, voir Will.
 (mars 2024).
La mise en forme du texte ne suit pas les recommandations de Wikipédia : il faut le « wikifier ».
Les points d'amélioration suivants sont les cas les plus fréquents :
- Les titres sont pré-formatés par le logiciel. Ils ne sont ni en capitales, ni en gras.
- Le texte ne doit pas être écrit en capitales (les noms de famille non plus), ni en gras, ni en italique, ni en « petit »…
- Le gras n'est utilisé que pour surligner le titre de l'article dans l'introduction, une seule fois.
- L'italique est rarement utilisé : mots en langue étrangère, titres d'œuvres, noms de bateaux, etc.
- Les citations ne sont pas en italique mais en corps de texte normal. Elles sont entourées par des guillemets français : « et ».
- Les listes à puces sont à éviter, des paragraphes rédigés étant largement préférés. Les tableaux sont à réserver à la présentation de données structurées (résultats, etc.).
- Les appels de note de bas de page (petits chiffres en exposant, introduits par l'outil «  Source ») sont à placer entre la fin de phrase et le point final[comme ça].
- Les liens internes (vers d'autres articles de Wikipédia) sont à choisir avec parcimonie. Créez des liens vers des articles approfondissant le sujet. Les termes génériques sans rapport avec le sujet sont à éviter, ainsi que les répétitions de liens vers un même terme.
- Les liens externes sont à placer uniquement dans une section « Liens externes », à la fin de l'article. Ces liens sont à choisir avec parcimonie suivant les règles définies. Si un lien sert de source à l'article, son insertion dans le texte est à faire par les notes de bas de page.
- La présentation des références doit suivre les conventions bibliographiques. Il est recommandé d'utiliser les modèles {{Ouvrage}}, {{Chapitre}}, {{Article}}, {{Lien web}} et/ou {{Bibliographie}}. Le mode d'édition visuel peut mettre en forme automatiquement les références.
- Insérer une infobox (cadre d'informations à droite) n'est pas obligatoire pour parachever la mise en page.

Pour une aide détaillée, merci de consulter Aide:Wikification.
Si vous pensez que ces points ont été résolus, vous pouvez retirer ce bandeau et améliorer la mise en forme d'un autre article.
Wilfred Kanu Jr., dit Freddy Will est un auteur, rappeur et philanthrope Américain, né le 11 août 1977 à Freetown, Sierra Leone. Il a lancé sa carrière à Toronto, au Canada, mélangeant la musique hip-hop avec le jazz, le calypso, le dancehall, le r&b et l'afrobeat. Il écrit des livres dans les genres histoire, philosophie, biographie, journal, poésie, développement personnel et fiction. Il est surtout connu pour ses singles "City Boy" (2008), "Providence feat. Carvin Winans" (2009), "Endurance" (2010), "2 Passports" (2014) et "Carnival feat. DeLee" (2017). Il a collaboré avec les lauréats des prix Juno et les musiciens de jazz canadiens Eddie Bullen et Liberty Silver, le lauréat d'un Grammy Award Carvin Winans et les superstars sierra-léonaises Kao Denero, et King Boss Laj.
Freddy Will est le premier sierra-léonais à être nommé pour un Grammy et un musicien ou auteur à avoir reçu quatre timbres-poste "en édition limitée" de la Sierra Leone. De nombreuses publications l'ont crédité comme le premier musicien sierra-léonais qui est également un auteur publié. Entre 2009 et 2014, il est l'auteur de trois livres publiés avec des albums studio d'accompagnement. Après être devenu diplomate antillais et s'être installé en Europe de 2016 à 2022, il a écrit et publié sept volumes d'une série de livres intitulée "The Sandmann's Journal", et a sorti plusieurs nouveaux albums avec des chansons afrobeat.

## Biographie

### Jeunesse
Wilfred "Freddy Will" Kanu Jr. est né le 11 août 1977 au Brookland Maternity Center de Brookfields, Freetown, Sierra Leone. Il est le fils aîné de l'ambassadeur Leeroy Wilfred Kabs Kanu Esq, un américain sierra-léonais du peuple Loko, et ancien ministre plénipotentiaire de la Sierra Leone auprès des Nations unies. L'ambassadeur Kabs Kanu Esq est également l'éditeur du journal Cocorioko, très lu en Sierra Leone. La mère de Freddy Will est Mme Tigidankay B. Kanu, une américaine sierra-léonaise du peuple mandingue. Elle est directrice des soins infirmiers et fondatrice de Covenant Child World Ministry dans le New Jersey, aux États-Unis. Au cours de sa jeunesse, Freddy Will a vécu dans plusieurs pays d'Afrique de l'Ouest, notamment le Libéria, la Sierra Leone, la Gambie et le Sénégal.

### Guerres civiles Libérienne et Sierra-Léonaise
Dans sa biographie, « My Book of Chrymes », il a déclaré qu'à l'âge de deux ans, sa famille a déménagé de Freetown, en Sierra Leone, à Monrovia, au Libéria. La famille a ensuite déménagé à Kakata, au Libéria, où le père a enseigné la psychologie dans un institut financé par l'UNESCO et la Banque mondiale. Sa mère était une mère au foyer. Dans le livre, il a également décrit ses expériences de la première guerre civile libérienne et sa lutte en tant que réfugié pendant la guerre civile en Sierra Leone. Lorsque la guerre civile libérienne a éclaté, lui et sa famille sont retournés en Sierra Leone où il a fait la connaissance de ses grands-parents et de sa famille.
Sa grand-mère est une afro-américaine du sud des États-Unis. Elle et le grand-père de Freddy Will vivaient dans le New Jersey. Ce sont les parents de sa mère. Ses parents ont immigré aux États-Unis avant que les guerres civiles ne deviennent incontrôlables. Il vivait avec la famille de son père en Sierra Leone. Freddy Will a terminé ses études secondaires (Christ the King College, Methodist Boy's High School et Ansarul Muslim Secondary School) en attendant que le Département de l'immigration et de la naturalisation traite sa demande de résidence permanente aux États-Unis. Lorsque la guerre civile a atteint Freetown, lui et ses frères et sœurs ont déménagé avec son oncle en Gambie, puis à Dakar, au Sénégal. Il est le deuxième de cinq frères et sœurs.

### La Gambie, le Sénégal et les États-Unis
Wilfred a commencé ses études à la maternelle AGM, à l'école primaire catholique St. Mary's et à St. Christopher's à Monrovia et Kakata, au Libéria. Il a fréquenté le Christ the King College High School à Bo, en Sierra Leone, le Methodist Boys High School et l'Ansarul Muslim Secondary School à Freetown. Après avoir déménagé dans le New Jersey, aux États-Unis, il a ensuite fréquenté le Raritan Valley Community College où il a étudié les arts du théâtre. Il a également fréquenté l'Edison Job Corps Academy où il a étudié la comptabilité et le commerce. Il a suivi une formation en phlébotomie à l'hôpital universitaire Robert Wood Johnson, au cours de laquelle il s'est naturalisé américain. Pendant qu'il vivait au Canada, il a suivi une formation d'ambulancier paramédical en soins primaires au Trillium College à Burlington, en Ontario.

### Toronto, Canada
Pour enregistrer son premier album, il s'est rendu à Toronto, au Canada. Après être revenu en tant que citoyen américain, il a demandé la résidence permanente là-bas. Il sort une mixtape, lance sa carrière commerciale, musicale et littéraire. De son empreinte Freddy Will Industries Inc., il a sorti trois albums studio indépendants et un EP. Les trois albums studio sont sortis avec un livre d'accompagnement. Il les a sortis de ses maisons de disques indépendantes, Ghetto Breed et Swift Nightz, qui appartiennent toutes deux à Freddy Will Industries Inc. Il a également commencé à écrire en indépendant, a lancé un site Web de blog et est l'auteur de trois livres publiés par Soul Asylum Poetry & Publishing, ainsi que par sa maison d'édition, Freddy Will Publishing, une autre marque sous Freddy Will Industries Inc. Avec les trois livres publiés dans un livre et un album concomitants, il a également lancé The Freddy Will Hope Foundation,.
En tant que blogueur et auteur sur Facebook, et un musicien il a eu un impact notable et a gagné un lectorat clandestin dans le monde entier. Il est apparu à plusieurs reprises dans les principaux médias imprimés et audiovisuels canadiens. Cependant, il existe de nombreuses entrevues et références à sa musique et à ses écrits dans le magazine imprimé canadien et les médias en général. Il a fait une tournée en Europe pour promouvoir sa musique et ses livres, et il est bien connu comme l'une des légendes du hip hop les plus influentes et les plus prolifiques de sa génération, selon le classement de la littérature de la Sierra Leone,.

### Bruxelles, Belgique
Après avoir vécu au Canada pendant dix ans, Il devient diplomate caribéen auprès du Royaume de Belgique et de l'Union européenne. Freddy Will a publié six nouveaux livres en publiant des transcriptions éditées de son blog sous le nom de The Sandmann's Journal. Il a publié dix livres. La série de livres Sandmann divulgue son évaluation sur le Hip Hop au moment où il les a écrits, les responsabilités sociétales pour s'approprier ce qu'il appelle « les aspects radicaux du féminisme », les relations, le dogme abrahamique, le climat social et politique dans le « tribunal du public d'opinion » et l'impact des médias sociaux sur la diffusion de nouvelles idéologies.  

### Inde
Selon Anasuya Menon de The Hindu en 2019, Freddy Will s'est rendu au Kerala, en Inde, pour enregistrer « Natural Light » comme chanson thème du film en malayalam « Poriveyil », qui signifie Scorching Sun. Le film a été réalisé par le réalisateur malayalam Farook Abdul Rahiman à Cochin, en Inde. Le musicien nommé aux Grammy a toujours voulu repousser ses limites en Inde et en Asie. C'est une "excellente plate-forme… J'avais des amis indiens à l'école et Sholay est l'un de mes films indiens préférés", a-t-il déclaré. L'artiste et auteur a signé un contrat exclusif avec des cinéastes indiens après avoir obtenu d'autres placements dans plusieurs films en malayalam et en tamoul à venir.

### Activisme social
Freddy Will plaide énergiquement pour la "vraie culture Hip Hop" et contre les fusillades de masse, la brutalité policière, la violence des gangs et ce qu'il appelle les "idées fausses du Hip Hop". Il pense qu'il y a des stigmates injustes sur les rappeurs qui promeuvent les cultures traditionnelles. Plus particulièrement, son blog en trois parties intitulé « Misconceptions », où il affirme qu'il n'est pas homophobe, sexiste, misogyne, raciste, anti-loi, matérialiste ou violent comme certains critiques ont généralisé tous les rappeurs,. Il a déclaré avoir lancé son site Web de blog en tant que plate-forme médiatique indépendante permettant aux fans de comprendre son intention d'activisme. Son site Web de blog sert de vérificateur de faits pour les fans et les chercheurs afin de clarifier les rumeurs mal interprétées selon lesquelles un critique pourrait circuler à propos de son image et de ses perspectives sur les controverses sociales et politiques via les médias sociaux,,.

### Influences Littéraires, Musicales et Théâtrales
Lors de son entretien avec le journaliste ghanéen primé Jefferson Sackey, Freddy Will a déclaré qu'il avait commencé à jouer de la musique à l'église alors qu'il vivait encore au Libéria. Il a ensuite nommé Kool Moe Dee, LL Cool J., Queen Latifah, Ice-T, Naughty by Nature, le légendaire rappeur de la Sierra Leone, Jimmy B, Dr. Dre, Tupac Shakur, Scarface, Snoop Dogg, The Notorious BIG, Nas, The Luniz et The LOX comme certaines de ses premières influences dans le hip-hop. Il aime tous les genres de musique, y compris la musique classique, pop, indienne et zouk. Pour la littérature, il a nommé son père, John Grisham, William Shakespeare, Langston Hughes, Caresse Crosby, Maya Angelou et Pacesetter Novels comme ses premières influences. Idris Elba, Dorothy Dandridge, Denzel Washington, Ice Cube, Cicely Tyson, John Singleton, Phylicia Rashad, Marisa Tomei, Jim Carrey, Spike Lee sont ses influences au théâtre et au cinéma.

### Image Publique
Freddy Will est un Américain sierra-léonais qui vit en Europe en tant que diplomate caribéen. De 2006 à 2020, il a publié dix livres et lancé huit sorties musicales. Sur la base de ses publications sur les réseaux sociaux, il se présente comme un Afropolitain et explique les raisons juridiques pour lesquelles il s'identifie comme Américain même s'il vient de la Sierra Leone. Il a une résidence aux États-Unis, au Canada, en Belgique, en Allemagne et en République tchèque. Ses livres sont enregistrés à la Bibliothèque du Congrès et à la Bibliothèque et Archives du Canada. Il est membre du Rotary club,,.

### Grammy Nomination
En 2010, Freddy Will a écrit et interprété une chanson pour un album de compilation pour enfants de la "New York Coalition for Healthy School Foods" que la Recording Academy a nommé pour un Grammy Award. En conséquence, chaque producteur, compositeur, écrivain et interprète de l'album est devenu un nommé aux Grammy,. Cette nomination a fait de Freddy Will le premier artiste Hip Hop de la Sierra Leone à travailler sur une œuvre musicale sélectionnée pour ce prix. Jim Cravero, Paula Lizzi, Steve Pullara et Kevin Mackie de la "East Coast Recording Company" ont produit l'album de compilation composé de musique et de créations orales.
Freddy Will a écrit et interprété la chanson "Future", qui apparaît sur le deuxième disque de l'album double CD. "Healthy Food for Thought: Good Enough To Eat" est un album caritatif contenant des messages aux parents et aux enfants sur une alimentation saine. Divers artistes notables de la musique et des créations orales, auteurs de livres pour enfants et chefs ont collaboré pour promouvoir la sensibilisation au diabète de type 2. Certains des artistes notables sont Moby, Julian Lennon, Jessica Harper, Amy Otey, Sara Hickman, Tom Chapin et Russell Simmons (pour n'en nommer que quelques-uns). L'album a été nommé pour le "Meilleur album de mots parlés pour enfants".

### Timbres-poste en édition limitée de la Sierra Leone
Après le lancement de sa carrière musicale et littéraire et une nomination aux Grammy Awards, Freddy Will est devenu le premier musicien né en Sierra Leone qui est un auteur publié qui a travaillé sur une œuvre musicale qui a reçu une nomination aux Grammy Awards. Avec l'approbation des autorités postales de la Sierra Leone, l'Agence philatélique représentant plus de 70 % de toutes les autorités postales gouvernementales internationales dans le monde, y compris la Sierra Leone ; IGPC, Intergouvernemental Postal Consultants, a rendu hommage au premier artiste et auteur nommé aux Grammy Awards de la Sierra Leone avec quatre timbres-poste « en édition limitée ».

## Discographie

### Mixtape
- 2006 : Stay True

### Albums studio
- 2008 : While I'm Still Young – The Talking Drums
- 2010 : Dark Horse from Romarong – a city of kings
- 2014 : Laboramus Exspectantes Vol. 1

### Compilations
- 2009 : While I'm Still Young -The Talking Drums 1.2v
- 2017 : Views From the 7
- 2020 : African Black: The Unreleased Anthems & Ballads

### EP
- 2012 : City of Kings: RELOADED

### Albums collaboratifs
- 2010 : Healthy Food for Thought: Good Enough to Eat

### Romans
- My Book of Chrymes Publié le 11 août 2009  (ISBN 0-981-21601-3)
- The Dark Road from Romarong Publié le 10 octobre 2010  (ISBN 1-926-87609-1)
- Hip Hop Kruzade – Path of a Legend Publié le 22 novembre 2014  (ISBN 1-926-87650-4)
- The Sandmann's Journal Vol. 1 Publié le 6 juin 2016  (ISBN 1-483-57305-2)
- The Sandmann's Journal Vol. 2 Publié le 15 novembre 2016  (ISBN 978-1-483-58654-0)
- The Sandmann's Journal Vol. 3 Publié le 8 août 2018  (ISBN 978-1-644-40966-4)
- The Sandmann's Journal Vol. 4 Publié le 10 octobre 2018  (ISBN 978-1-644-67715-5)
- The Sandmann's Journal Vol. 5 Publié le 5 mars 2019  (ISBN 978-1-645-16095-3)
- Crime Rhymez: Tenth Anniversary Edition of My Book of Chrymes Publié le 26 août 2019  (ISBN 978-1-646-69579-9)
- The Sandmann's Journal Vol. 6 Publié le 22 février 2020  (ISBN 978-1-648-26437-5)
- The Sandmann's Journal Vol. 7 Publié le 22 février 2022  (ISBN 979-8-891-21460-6)
- My Book of Chrymes (Definitive Edition) Publié le 11 janvier 2024  (ISBN 979-8892692946)
- The Dark Road from Romarong (Definitive Edition) Publié le 25 janvier 2024  (ISBN 979-8892980944)
- Hip Hop Kru Zade: Path Beyond Clichés Publié le 21 février 2024  (ISBN 979-8893729054)
- Crime Rhymez publié le 25 avril 2024  (ISBN 979-8-89443-841-2)
- Theatre, Dance & Poetry publié le 10 juin 2024  (ISBN 979-8-89480-466-8)
- Brazenitout – publié le 13 septembre 2024  (ISBN 979-8-89589-679-2)
- Brazenitout 2 – publié le 17 novembre 2024  (ISBN 979-8-89660-864-6)
- Brazenitout 3 – publié le 04 avril 2025  (ISBN 979-8-89901-019-4)
- Brazenitout 4 – publié le 03 juillet 2025  (ISBN 979-8-89852-867-6)

## Prix
| An   | Chanson/album                                | Catégorie                                                  | Rôle                                | Résultat   |
| ---- | -------------------------------------------- | ---------------------------------------------------------- | ----------------------------------- | ---------- |
| 2011 | Healthy Food For Thought, Good Enough to Eat | Grammy Award du meilleur album de mots parlés pour enfants | Voix, paroles, écriture de chansons | Nomination |